# Простая жизнь
«Простая жизнь» или «Няня Тао» (иер. трад. 桃姐, ютпхин: Tou4 Ze2, пиньинь: Táo Jiě; англ. A Simple Life или Sister Peach) — гонконгский фильм-драма 2011 года режиссёра Энн Хёй с Энди Лау и Дини Ип в главных ролях. Сыгравшая главную роль Дини Ип была удостоена Кубка Вольпи за лучшую женскую роль на 68-м Венецианском кинофестивале, где прошла премьера фильма, а также получила ещё около десятка призов в аналогичной категории других кинофестивалей и кинопремий; несколько призов получил и фильм в целом, и его режиссёр Энн Хёй, которая исходно задумывала ленту как последний фильм в своей карьере, однако после его успеха решила продолжить снимать.

## Сюжет
Сюжет основан на реальной истории семьи продюсера и сосценариста фильма Роджера Ли и вращается вокруг отношений продюсера Роджера Лёна (Энди Лау) и служанки Тао (Дини Ип), служившей четырём поколениям его семьи, но стесняющейся принять его заботу, когда её саму настигают серьёзные проблемы со здоровьем.

## В ролях
- Энди Лау — продюсер Роджер Лён (единственный член семьи, оставшийся в Гонконге)
- Дини Ип — А Тао, служанка четырёх поколений семьи Лён
- Ван Фули[англ.] — мать Роджера
- Цинь Хайлу[англ.] — мисс Чой
- Энтони Вонг — владелец дома престарелых
- Пол Чунь[англ.] — дядя Кин
- Саммо Хун — камео
- Цуй Харк — камео
- Джон Шам — камео

## Реакция на фильм

### Сборы
Премьера фильма состоялась на Венецианском кинофестивале 5 сентября 2011 года. В течение последующих четырёх месяцев картина также представлялась на ряде других международных кинофестивалей (от Торонто 14 сентября 2011 до Роттердама 29 января 2012; позже он был представлен ещё, как минимум, на 5 фестивалях), однако в широкий прокат стала выпускаться лишь с начала марта 2012 года.
Данные о сборах фильма носят противоречивый характер. По данным BoxOfficeMojo, его суммарные сборы по отечественному и зарубежному прокату на начало октября 2012 составляли около 2,8 миллиона USD, что ниже его бюджета, оцениваемого в 30 миллионов юаней (около 5,4 миллиона USD), однако сингапурское издание ScreenDaily называет уже большую цифру сборов в 3,58 миллиона USD на начало июля 2012, а данные на IMDb указывают уже на середину-конец марта сборы в 64,1 миллион юаней и 17,3 миллиона гонконгских долларов (в сумме около 13,8 миллиона USD) только по прокатам КНР и Гонконга, без учёта остальных.

### Отзывы критиков
Отзывы критиков на фильм — в интервале от нейтральных, обращающих внимание на некоторые его недостатки, но признающих его привлекательность для аудитории, до восторженных. В частности, штатный кинокритик Hollywood Reporter Нил Янг написал о нём: «Кинофестивали, ориентирующиеся на crowd-pleasers, непременно обратят на него внимание, несмотря на продолжительность в 118 минут - явно чрезмерную для реально простого сюжета.» Джастин Чан из издания Variety прокомментировал: «Хорошо и с большой наблюдательностью сделанная драмедия, потребующая усидчивости, что вполне логично для фильма о трудностях и воздаяниях присмотра за больными и стареющими людьми, хотя некоторая разумная подрезка могла бы улучшить её шансы для экспортного проката. Однако трогательная, без сваливания в слезливость, игра исполнителей главных ролей Энди Лау и Дини Ип уже делает её весьма привлекательной, особенно для традиционной аудитории Хёй дома и за рубежом.» Вместе с тем, известный критик Роджер Эберт оценил картину по максимуму своей шкалы оценок, охарактеризовав его как «один из лучших фильмов года, выражающий надежду на качества человеческой натуры.»

## Номинации и награды фильма
«Простая жизнь» была отобрана в основную конкурсную программу 68-го Венецианского кинофестиваля, где фильм получил 4 приза. Дини Ип была удостоена Кубка Вольпи за лучшую женскую роль, став первой гонконгской актрисой, получившей этот приз. Чуть позже она также стала первой женщиной Гонконга, получившей аналогичный приз Азиатской Кинопремии (Asian Film Award), а Энн Хёй — первой женщиной-режиссёром с призом за жизненные достижения в киноискусстве.
На 31-й церемонии награждения Hong Kong Film Awards фильм получил 5 основных призов (за лучший фильм, режиссуру, сценарий и главные мужскую и женскую роли), повторив успех «Летнего снега» 1996 года, который также сняла Энн Хёй, поставившая рекорд призов этой кинопремии за лучшую режиссуру (за 4 фильма).
Помимо ряда номинаций и выигранных призов, фильм был отобран как гонконгский кандидат на «Оскара» за лучший фильм на иностранном языке, однако не вошёл в шорт-лист номинации.
| Список номинация и наград фильма                                      | Список номинация и наград фильма                                | Список номинация и наград фильма                                 | Список номинация и наград фильма |
| Кинопремия / кинофестиваль                                            | Категория                                                       | Лауреат / претендент                                             | Результат                        |
| --------------------------------------------------------------------- | --------------------------------------------------------------- | ---------------------------------------------------------------- | -------------------------------- |
| 68-й Венецианский кинофестиваль                                       | Золотой лев                                                     | Энн Хёй                                                          | Номинация                        |
| 68-й Венецианский кинофестиваль                                       | Кубок Вольпи за лучшую женскую роль                             | Дини Ип                                                          | Победа                           |
| 68-й Венецианский кинофестиваль                                       | Премия Равных возможностей                                      | Энн Хёй                                                          | Победа                           |
| 68-й Венецианский кинофестиваль                                       | Signis Award — Honorable Mention                                | Энн Хёй                                                          | Победа                           |
| 68-й Венецианский кинофестиваль                                       | La Navicella Award                                              | Энн Хёй                                                          | Победа                           |
| 48-й кинофестиваль «Золотая лошадь»                                   | Лучший фильм                                                    | Focus Films Limited, Sil-Metropole Organisation, Bona Film Group | Номинация                        |
| 48-й кинофестиваль «Золотая лошадь»                                   | Лучшая режиссура                                                | Энн Хёй                                                          | Победа                           |
| 48-й кинофестиваль «Золотая лошадь»                                   | Лучшая мужская роль                                             | Энди Лау                                                         | Победа                           |
| 48-й кинофестиваль «Золотая лошадь»                                   | Лучшая женская роль                                             | Дини Ип                                                          | Победа                           |
| 48-й кинофестиваль «Золотая лошадь»                                   | Лучший оригинальный сценарий                                    | Сюзан Чань                                                       | Номинация                        |
| 48-й кинофестиваль «Золотая лошадь»                                   | Лучшая работа монтажёра                                         | Куон Чилён, Вай Сукфань                                          | Номинация                        |
| 15-й Таллинский кинофестиваль «Тёмные ночи» (евроазиатская программа) | Гран-при за лучший евроазиатский фильм                          | Энн Хёй                                                          | Победа                           |
| 15-й Таллинский кинофестиваль «Тёмные ночи» (евроазиатская программа) | Приз жюри за лучшую женскую роль                                | Дини Ип                                                          | Победа                           |
| 15-й Таллинский кинофестиваль «Тёмные ночи» (евроазиатская программа) | FICC Awards                                                     | Энн Хёй                                                          | Победа                           |
| 18-я церемония награждения Премии Гонконгского общества кинокритиков  | Лучший фильм                                                    | Роджер Ли                                                        | Победа                           |
| 18-я церемония награждения Премии Гонконгского общества кинокритиков  | Лучшая режиссура                                                | Энн Хёй                                                          | Номинация                        |
| 18-я церемония награждения Премии Гонконгского общества кинокритиков  | Лучший сценарий                                                 | Susan Chan                                                       | Номинация                        |
| 18-я церемония награждения Премии Гонконгского общества кинокритиков  | Лучшая женская роль                                             | Дини Ип                                                          | Победа                           |
| Премии 2011 года Гонконгской гильдии кинорежиссёров                   | Самый рекомендуемый фильм года                                  | «Простая жизнь» (вместе с «Пусть летят пули» и «На прослушке 2») | Победа                           |
| Премии 2011 года Гонконгской гильдии кинорежиссёров                   | Наиболее выдающийся режиссёр года                               | Энн Хёй (вместе с Цзян Вэнем и Цуй Харком)                       | Победа                           |
| Премии 2011 года Гонконгской гильдии кинорежиссёров                   | Специальный почётный приз                                       | Энн Хёй                                                          | Победа                           |
| 6-я церемония награждения Asian Film Awards                           | Лучшая мужская роль                                             | Энди Лау                                                         | Номинация                        |
| 6-я церемония награждения Asian Film Awards                           | Лучшая женская роль                                             | Дини Ип                                                          | Победа                           |
| 6-я церемония награждения Asian Film Awards                           | Лучший актёр по выбору аудитории                                | Энди Лау                                                         | Победа                           |
| 6-я церемония награждения Asian Film Awards                           | Лучшая актриса по выбору аудитории                              | Дини Ип                                                          | Номинация                        |
| 6-я церемония награждения Asian Film Awards                           | Премия за пожизненные достижения                                | Энн Хёй                                                          | Победа                           |
| 4-й Международный кинофестиваль в Окинаве                             | Peace Category: Uminchu Prize Grand Prix                        | Энн Хёй                                                          | Победа                           |
| 4-й Международный кинофестиваль в Окинаве                             | Jury Special Prize Golden SHISA Award                           | Энн Хёй                                                          | Победа                           |
| 31-я церемония награждения Hong Kong Film Awards                      | Лучший фильм                                                    | Роджер Ли, Энн Хёй, Чань Пуйва                                   | Победа                           |
| 31-я церемония награждения Hong Kong Film Awards                      | Лучшая режиссура                                                | Энн Хёй                                                          | Победа                           |
| 31-я церемония награждения Hong Kong Film Awards                      | Лучший сценарий                                                 | Сюзан Чань                                                       | Победа                           |
| 31-я церемония награждения Hong Kong Film Awards                      | Лучшая мужская роль                                             | Энди Лау                                                         | Победа                           |
| 31-я церемония награждения Hong Kong Film Awards                      | Лучшая женская роль                                             | Дини Ип                                                          | Победа                           |
| 31-я церемония награждения Hong Kong Film Awards                      | Лучшая мужская роль второго плана                               | Пол Чунь                                                         | Номинация                        |
| 31-я церемония награждения Hong Kong Film Awards                      | Лучшая женская роль второго плана                               | Цинь Хайлу                                                       | Номинация                        |
| 31-я церемония награждения Hong Kong Film Awards                      | Лучшая операторская работа                                      | Ю Ликвай                                                         | Номинация                        |
| 1-й Hong Kong Salento International Film Festival                     | Salento Award                                                   | Дини Ип                                                          | Победа                           |
| 12-я церемония награждения Chinese Film Media Awards                  | Лучший фильм                                                    | «Простая жизнь»                                                  | Номинация                        |
| 12-я церемония награждения Chinese Film Media Awards                  | Лучшая режиссура                                                | Энн Хёй                                                          | Номинация                        |
| 12-я церемония награждения Chinese Film Media Awards                  | Лучший сценарий                                                 | Сюзан Чан                                                        | Номинация                        |
| 12-я церемония награждения Chinese Film Media Awards                  | Лучшая мужская роль                                             | Энди Лау                                                         | Номинация                        |
| 12-я церемония награждения Chinese Film Media Awards                  | Лучшая женская роль                                             | Дини Ип                                                          | Победа                           |
| 12-я церемония награждения Chinese Film Media Awards                  | Фильм с положительными отзывами в 100 изданиях за год           | «Простая жизнь»                                                  | Победа                           |
| 12-я церемония награждения Chinese Film Media Awards                  | Кинематографист с положительными отзывами в 100 изданиях за год | Энн Хёй, Энди Лау                                                | Номинация                        |
| 21-я церемония награждения Премии Шанхайской ассоциации кинокритиков  | Лучшие 10 китайских фильмов                                     | «Простая жизнь» (в списке с 9 другими фильмами)                  | Победа                           |
| 21-я церемония награждения Премии Шанхайской ассоциации кинокритиков  | Лучшая режиссура                                                | Энн Хёй                                                          | Победа                           |
| 10-й Парижский кинематографический фестиваль                          | Любимый фильм по выбору аудитории                               | Энн Хёй                                                          | Победа                           |
| 10-й Парижский кинематографический фестиваль                          | Лучший фильм по выбору студентов                                | Энн Хёй                                                          | Победа                           |
| 33-й Международный кинофестиваль в Дурбане                            | Лучшая женская роль                                             | Дини Ип                                                          | Победа                           |